# Catherine Guerrero
Catherine Guerrero (nom de jeune fille : Le Breton), née le 28 décembre 1960 à Sainte-Adresse, est une athlète française. 

## Biographie
Elle est sacrée championne de France en salle en 1985, 1986, 1987 et 1989 sur 800 mètres.